# Evan King
Evan King (født 25. marts 1992 i Chicago, Illinois, USA) er en professionel tennisspiller fra USA.